# Raynier Casamayor Griñán
Raynier Casamayor Griñán (* 1975 in Santiago de Cuba), bekannt als El Médico (‚Der Doktor‘), ist ein kubanischer Musiker und praktizierender Arzt.

## Leben
Er begann seine Musikkarriere während seines Medizinstudiums, welches er 1993 an der Universität von Santiago de Cuba, seiner Heimatstadt, aufnahm. Mit zwei Freunden gründete er die Gruppe Garganta de Fuego (Feuerschlund). 2002 absolvierte er seinen Abschluss als Allgemeinarzt. Er ist ein Mitbegründer des kubanischen Reggaeton (auch Cubatón genannt) neben Candyman, Mey Vidal, La Familia, Control Cubano. Ab 2005 hatte er Erfolg in Spanien, besonders mit seinem bei Warner Music aufgenommenen Song Chupa Chupa, welcher Platz 8 der spanischen Singlecharts erreichte. In Kuba ist El Médico ein Star des Reggaeton, durch geringe Medienpräsenz ist er als Person jedoch vergleichsweise unbekannt. In seinem Musikvideo zu Pin Pon werden typische Stilelemente de Genres persifliert, statt im Auto fährt El Médico mit einem Fahrrad durch die Straßen seiner Heimatstadt.

## Diskografie (Auswahl)
- Chupa Chupa (2005), Single
- Pin Pon (2008), Single
- Yo lo vi (2008), Single
- Miss Fatty (2008), Single

## Film
2011 drehte der schwedische Regisseur Daniel Fridell über Casamayor den Dokumentarfilm El Médico – Die Cubatón Geschichte, in dessen Zentrum der private und soziale Konflikt zwischen der ihm am Herz liegenden Fortsetzung seiner ärztlichen Tätigkeit und der von seinem europäischen Musik-Produzenten geförderten Kommerzialisierung seiner Karriere als Musiker steht.